# Santi Gucci

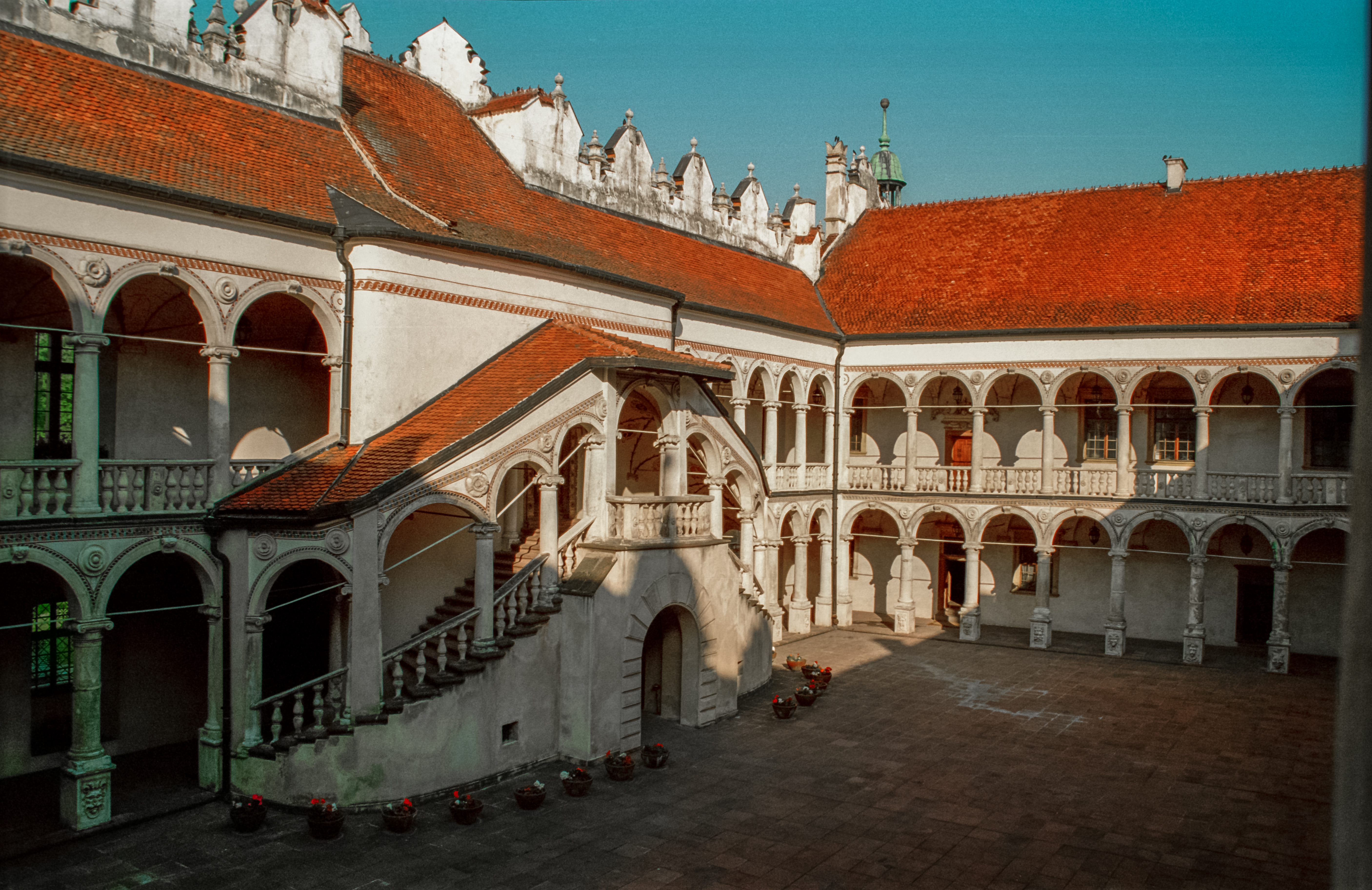
Zamek w Baranowie Sandomierskim

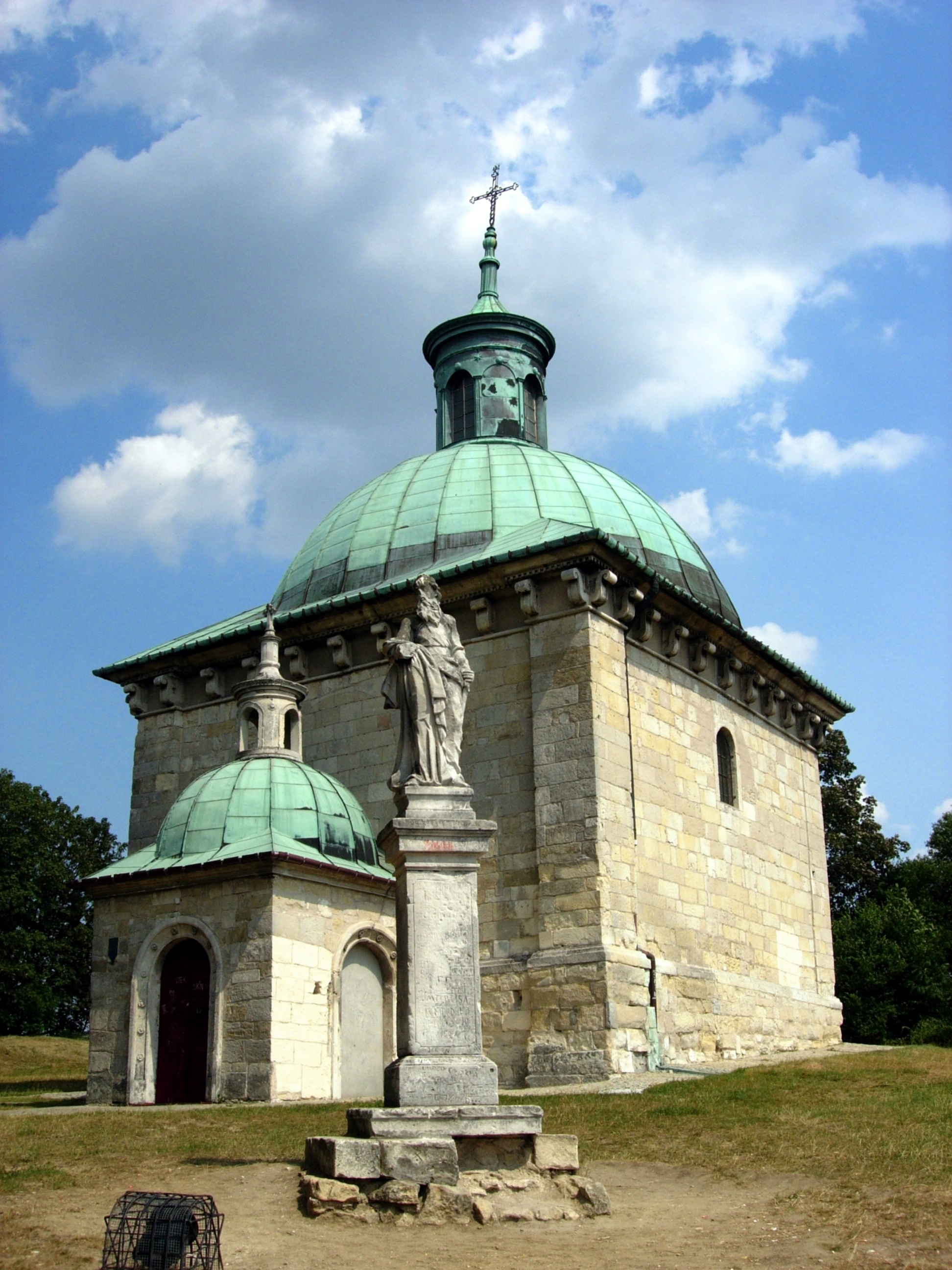
Kaplica św. Anny w Pińczowie

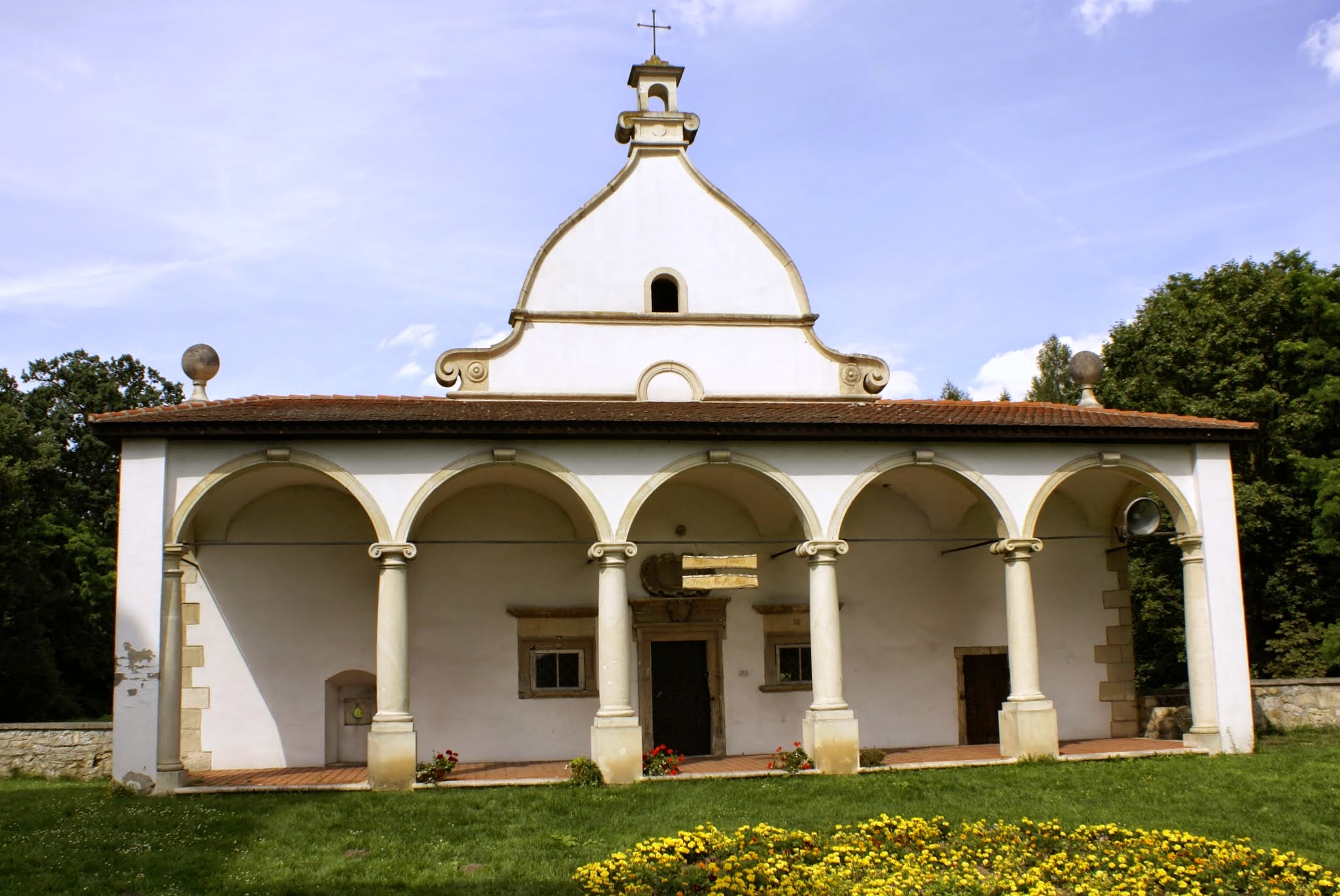
Kaplica przy pałacu w Książu Wielkim

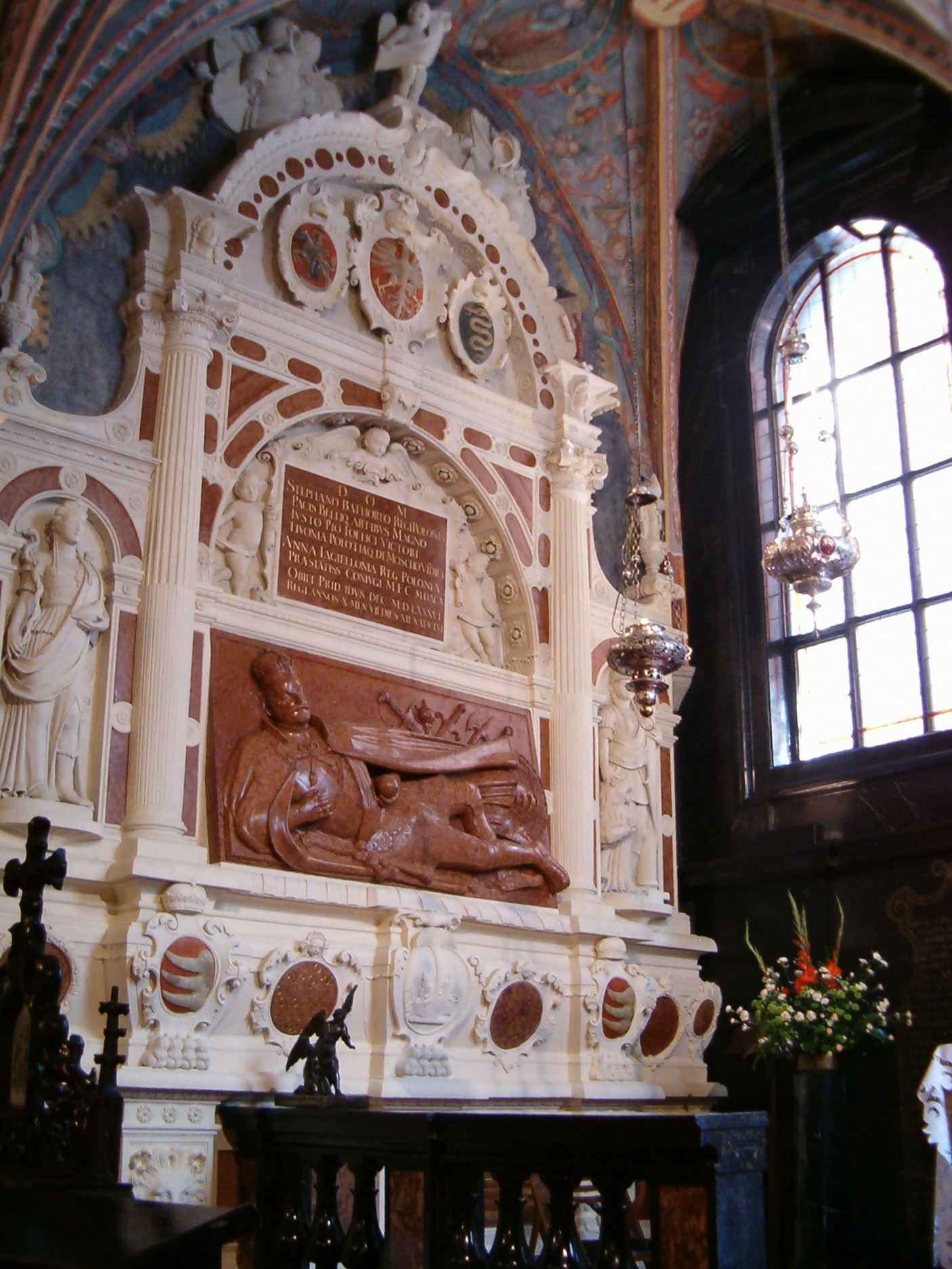
Nagrobek Stefana Batorego w Kaplicy Mariackiej na Wawelu

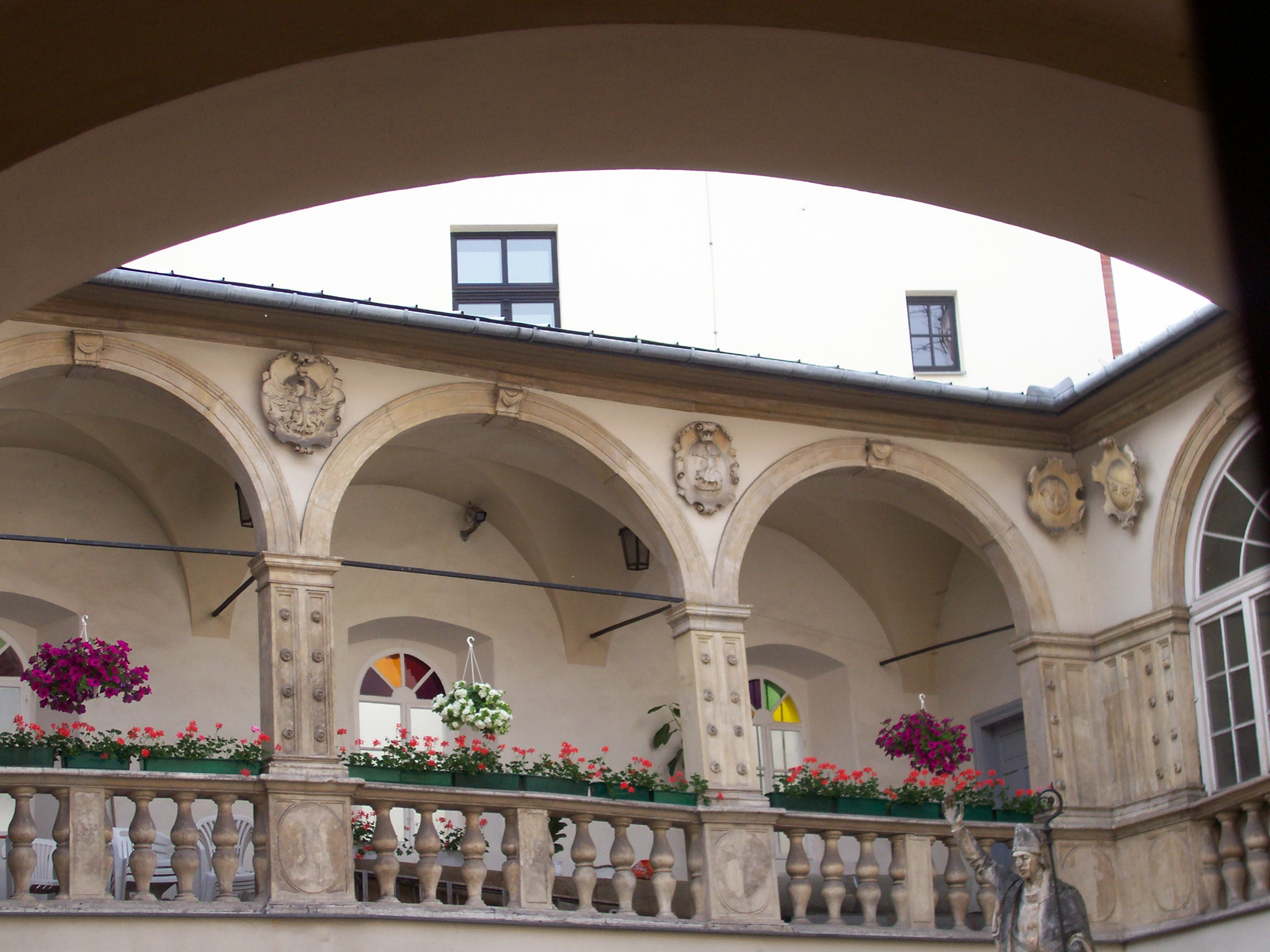
Dziedziniec domu przy Kanoniczej 21 w Krakowie

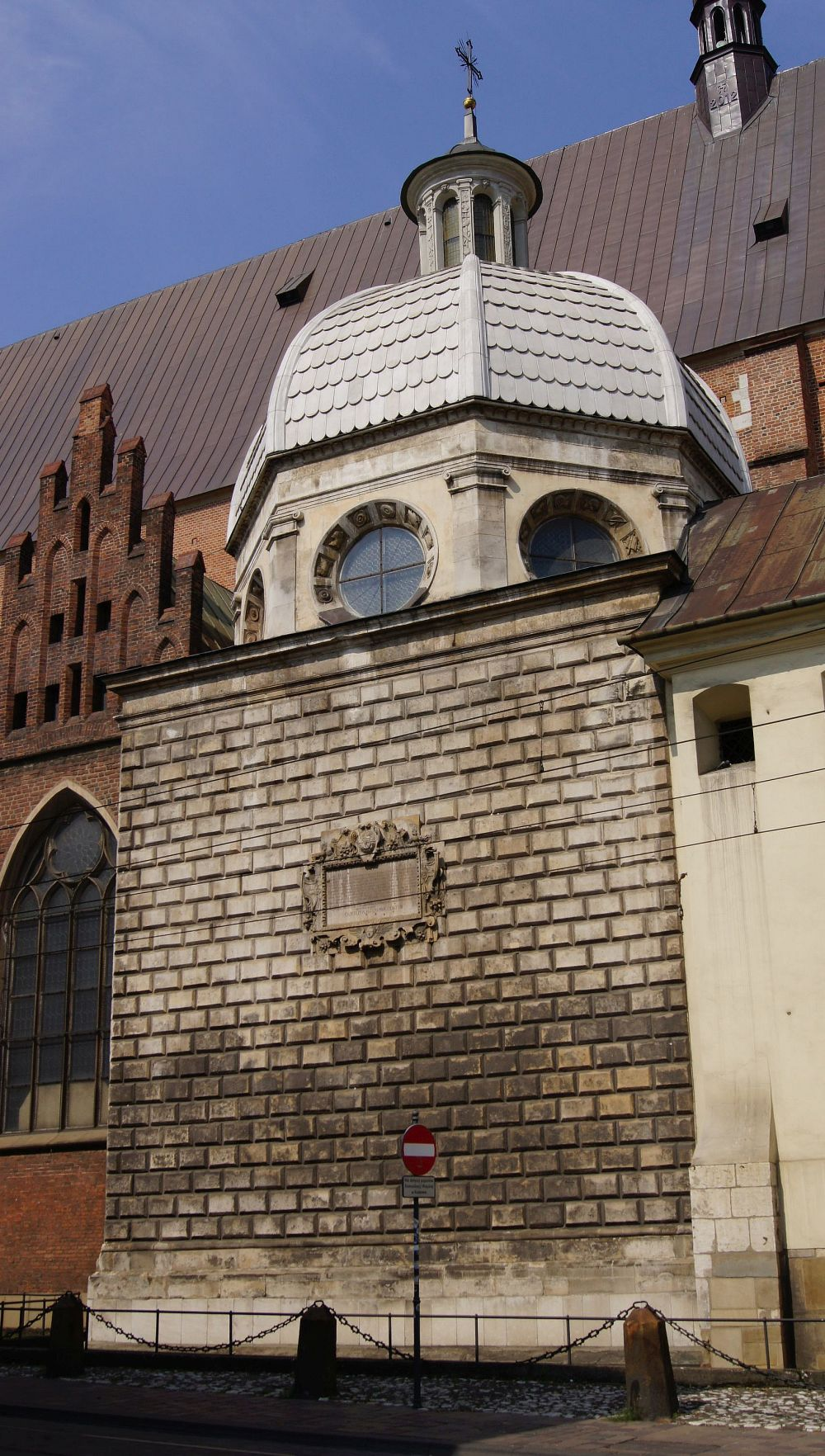
Kaplica Myszkowskich przy kościele Dominikańskim w Krakowie

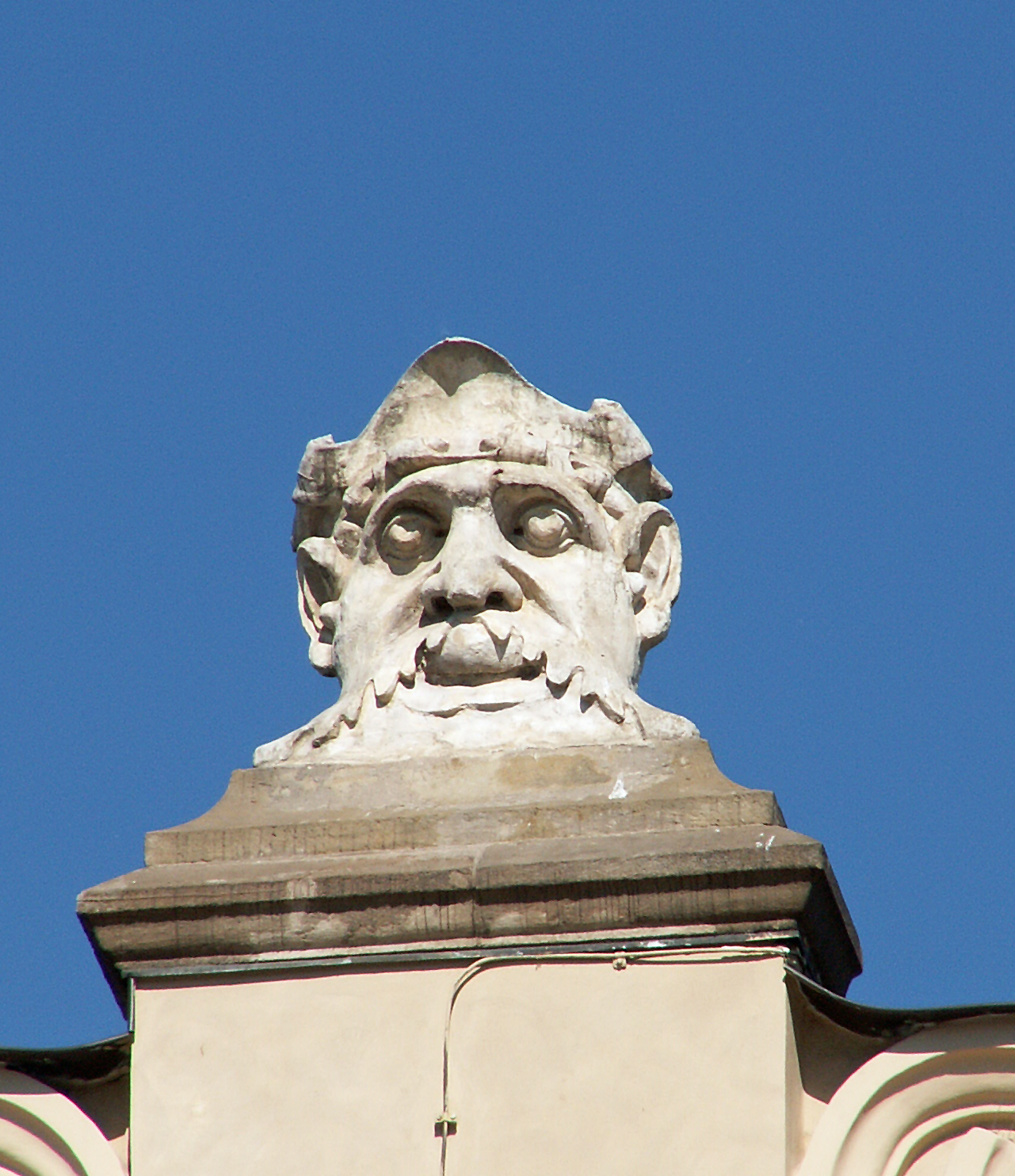
Jeden z maszkaronów krakowskich Sukiennic

Santi Gucci (ur. ok. 1530 we Florencji, zm. ok. 1600 na zamku w Książu Wielkim) – architekt i rzeźbiarz pochodzenia włoskiego działający w Polsce.

## Życiorys
Tworzył w stylach późnego renesansu oraz manieryzmu. Pochodził z florenckiej rodziny artystycznej. Uczył się u swojego ojca Giovanniego di Niccolò Albenghi Gucci, zwanego Giovanni della Camilla (restauratora florenckiej katedry). Artystą też był jego przyrodni brat Francesco Camilliani, uczeń znanego Baccio Bandinellego. Gucci rozpoczął pracę w swym zawodzie we Włoszech w wieku 17 lat. Na jego styl oddziałały w dużym stopniu tradycje zarówno włoskie, jak i niderlandzkie. Gucci przybył do Polski w latach sześćdziesiątych XVI w. Był nadwornym artystą króla Zygmunta Augusta, Stefana Batorego i Anny Jagiellonki, Henryka Walezego. Wykonywał również prace dla rodów magnackich, Myszkowskich i Firlejów.
Na początku działalności rzeźbiarskiej w Polsce dostarczał wzory do maszkaronów attyki na sukiennicach w Krakowie.
Podobnie jak wszyscy znakomitsi muratorzy i rzeźbiarze włoscy działający w Polsce w XVI w. (Bartolommeo Berrecci, Giovanni Maria Padovano), Gucci wykonywał swoje prace wespół z licznym gronem współpracowników.
W 1558 roku pracował już w Polsce na zamku niepołomickim. W 1575 wymieniony został jako budowniczy królewski, żonaty z Polką Katarzyną Górską. Tytuł serwitora królewskiego nosił Gucci zarówno za panowania króla Stefana Batorego, jak i po jego śmierci; był przy tym nie tylko tytularnym, ale i rzeczywistym artystą królewskim – kierował przebudową zamku dla króla Stefana w Łobzowie. W latach 1565–1585 pracował na zamku w Janowcu, w 1591 w Warszawie, gdzie pracował na służbie u kanclerza Jana Zamoyskiego. Był autorem projektu m.in. zamku Leszczyńskich w Baranowie Sandomierskim.
W latach 1594–1595 wykonał na zamówienie Anny Jagiellonki jedno z najwybitniejszych swych dzieł – nagrobek Stefana Batorego, oraz stallę do jego kaplicy grobowej w katedrze wawelskiej.
Prowadził pracownię kamieniarską w Pińczowie; tam też utrzymywał dobre stosunki z rodziną Myszkowskich. Pracownia ta działała również po jego śmierci, kształcąc nowych artystów i przedłużając tradycję charakterystycznego stylu gucciowskiego manieryzmu.

## Dzieła

### Architektura
- Dom przy Kanoniczej 21 w Krakowie, 1582–1592, Gucci kamienicy dziedzińcowej z krużgankami wewnętrznymi nadaje charakter małego pałacu; budynek cechuje swobodna i urozmaicona kompozycja galerii z jej zmiennymi rytmami: w przyziemiu kolumny z głowicami jońskimi, na piętrze filary oraz repertuar motywów dekoracyjnych; na dziedziniec prowadzi wejście ujęte w portal, architekt zastosował charakterystyczne dla siebie skontrastowanie: prostocie partii górnej przeciwstawił dolną o półkolumnach ujętych klamrami rustykowanych pasów,
- Rezydencja w Łobzowie dla Stefana Batorego, 1585–1587, buduje układ skrzydłowy z dziedzińcem arkadowym,
- Kaplica Myszkowskich przy kościele Dominikańskim w Krakowie,
- Zamek w Pińczowie, po 1586 – przed 1600
- Zamek w Baranowie, 1591–1606,
- Rezydencja pałacowa Myszkowskich w Książu Wielkim, 1585–1595,
- Kaplica św. Anny w Pińczowie, 1600.
- Kaplica Branickich w Niepołomicach, 1596

### Nagrobki
- Nagrobek rodziny Kryskich: Anny, Pawła i Wojciecha, w kościele Św. Stanisława BM w Drobinie, 1572–1576;
- Nagrobek Zygmunta II Augusta w Kaplicy Zygmuntowskiej na Wawelu, 1574–1575;
- Pomnik Anny Jagiellonki w Kaplicy Zygmuntowskiej na Wawelu, 1574–1575;
- Nagrobek Andrzeja i Barbary Firlejów w Janowcu, 1588–1587;
- Nagrobek Stefana Batorego w Kaplicy Mariackiej na Wawelu, 1594–1595;
- Stalle w Kaplicy Batorego, wykonane z czerwonego marmuru piaskowca, alabastru; o 3 siedzeniach z wysokim zapleckiem wypełnionym trzema ślepymi arkadami z herbem Polski w półkolistym zwieńczeniu przedpiersie podzielone pilastrami i dyskami na geometryczne pola; tympanon wypełniają putta podtrzymujące pod kartuszem z Orłem koronę królewską; dekoracje mają cechy wspólne z elementami ornamentalnymi z Kaplicy Zygmuntowskiej, 1594–1595;
- Nagrobek rodziny Branickich: Grzegorza i Katarzyny, w kościele Dziesięciu Tysięcy Męczenników w Niepołomicach, ok. 1596;
- Nagrobek Arnulfa i Stanisława Uchańskich, w kościele Wniebowzięcia NMP w Uchaniach, ok. 1590;
- Nagrobek Pawła i Anny Uchańskich, w kościele Wniebowzięcia NMP w Uchaniach, pocz. XVI w.
- Nagrobek kanclerza koronnego Tomasza Sobockiego w kościele pw. św. Piotra i Pawła w Sobocie.
- Nagrobek Wawrzyńca Spytka Jordana w krakowskim kościele św. Katarzyny i św. Małgorzaty, 1603;
- Nagrobek Katarzyny i Andrzeja Krasińskich, kościół Św. Jana Chrzciciela w Krasnem koło Przasnysza, ok. 1581
- Nagrobek Jana Głogowskiego w Głogowcu koło Kutna,
- Nagrobek Hieronima Ossolińskiego w Goźlicach pod Sandomierzem
- Nagrobek Dzierzgowskich, kościół św. Antoniego w Pawłowie Kościelnym, ok. 1571
- Nagrobki Modliszowskich w kościele św. Michała Archanioła w Łomży

### Prace warsztatu Santi Gucciego
- Nagrobek Stanisława Zbąskiego w kościele Narodzenia NMP w Kurowie;
- Nagrobek Andrzeja Nowiny Kośli w kościele Wniebowzięcia NMP w Kraśniku;
- Nagrobek Stanisława Kobylnickiego z Nieborowa, starosty przasnyskiego i jego żon: Zofii ze Srzeńskich i Izabelli z Trzcińskich w kościele Św. Anny w Kobylnikach pod Płockiem;
- Płyta z nagrobka rycerza Stanisława Barziego (1529–1571) herbu Korczak, kościół Zwiastowania w Ojrzanowie, ok. 1575
- Chrzcielnice: w kaplicy grobowej Branickich, w kościele parafialnym w Kazimierzu z 1587, w Janowcu z 1598 i w Sancygniowie;
- Fontanny;
- Epitafia: Katarzyny z Rapów Fogelderowej z 1575, znajdujące się na zewnętrznej ścianie kościoła Mariackiego i Jana Zaborowskiego w krużgankach kościoła dominikanów, oraz tablica erekcyjna umieszczona w kaplicy Przemienienia Pańskiego w tym kościele.

## Cechy stylowe
- Bogata dekoracyjność.
- „Horror vacui”.
- Płaszczyznowość uzyskiwana przez rozpięcie całej kompozycji na ścianie.
- Afunkcjonalność struktury architektonicznej.
- Formy: miękkie, lekkie, fantazyjne, dalekie od ideałów klasycznych dojrzałego renesansu.
- W oddaniu postaci z jednej strony stylizacja w sztucznych pozach i układzie szat, z drugiej zaś werystycznie ukazana twarz.
- Charakterystyczne motywy ornamentalne: rozetki pojedyncze lub w rzędach, wazy płomieniste, gzymsy ozdobione rzędem spłaszczonych liści akantu, guzy „gucciowskie”.
- Styl Gucciego to połączenie cech włoskich z krakowskimi.